# InterCityExperimental
InterCityExperimental (ICExperimental, позже был переименован в ICE-V — Versuch (с нем. — «Опытный»), проектное обозначение — R/S-VD — Rad/Schiene-Versuchs und Demonstrationsfahrzeug (можно перевести как Поезд для наглядного исследования взаимодействия колесо-рельс)) — опытный немецкий высокоскоростной электропоезд, некогда принадлежавший Немецкой федеральной железной дороге и служивший для испытаний высокоскоростных железнодорожных магистралей. Является предшественником всех электропоездов Intercity-Express.
Электропоезд предназначался прежде всего для проверки построенных в Германии высокоскоростных линий, а заодно в качестве передвижного выставочного экспоната. В ходе одного из заездов 1 мая 1988 года электропоезд достиг скорости 406,9 км/ч, тем самым установив новый мировой рекорд для рельсовых поездов, а также на время лишив Францию «голубой рельсовой ленты», которой она владела с 1955 года (предыдущий рекорд был установлен TGV Sud-Est в 1981 году — 380,4 км/ч). Рекорд ICE-V продержался относительно недолго, так как уже в декабре 1989 года его побил французский TGV-A, установивший кратковременно новый рекорд — 482,4 км/ч.